# Ruf CTR
Pour les articles homonymes, voir CTR.
La Ruf CTR pour "Gruppe C Turbo Ruf" est une automobile de sport allemande conçue par la société Ruf.
Elle est aussi connue sous le nom de CTR "Yellow Bird" ou simplement "Yellow Bird", ce surnom lui ayant été attribué par le magazine américain Road & Track en raison de sa couleur et de ses performances hors normes pour l'époque ( ou dû au bruit de la dumpvalve qui siffle comme le ferait un petit oiseau).

## Historique
La Ruf CTR sort en 1987. Elle est basée sur la Porsche 911 Carrera 3.2 dont le poids à vide et le coefficient de trainée étaient inférieurs à ceux de la Porsche 930.
On pouvait soit commander la voiture directement aux ateliers Ruf, soit acheter une 911 Carrera 3.2 chez Porsche et la faire convertir chez Ruf par la suite.
Un prototype et 28 modèles auraient été assemblés à partir de châssis nus par les ateliers Ruf et vendus 223 000 US$ (≈ 300 000 €). On estime entre vingt et trente le nombre de conversions de Carrera 3.2 qui ont été effectuées.
La CTR a été sacrée voiture de série la plus rapide du monde en 1988.
À l'occasion du 87e Salon de l'Automobile de Genève et des 30 ans de la Yellow Bird originale, Ruf a présenté une nouvelle version de son bolide mythique. Contrairement à son aînée, elle n'est pas basée sur une Porsche 911 mais possède un châssis en aluminium et une carrosserie en fibre de carbone maison. Elle est propulsée par un 6 cylindres à plat de 3,6 L équipé de deux turbocompresseurs développant 700 ch pour 1 197 kg. La voiture sera baptisée CTR3.
Elle présente une carrosserie plus allongée qui se rapproche de celle de la 911 GT1 Strassversion ou de la Carrera GT. La voiture sera produite à 30 exemplaires.

## Caractéristiques
Tous les éléments de carrosserie, y compris les portes et les capots avant et arrière, ont été remplacés par des éléments en aluminium, permettant un gain de masse de 200 kg par rapport à la voiture de série, soit un poids à vide de 1 150 kg.
Pour réduire encore la traînée, les boucliers avant et arrière ont été remplacés par des modèles en fibre de verre, les ailes arrière ont également été élargies afin de permettre la circulation de l'air vers les refroidisseurs intermédiaires. Cet élargissement permit aussi de monter les larges roues Speedline.
Coté moteur, l'alésage est porté à 98 mm ce qui permet de d'obtenir 3,4 L (3 367 cm3) de cylindrée au lieu des 3,2 L (3 164 cm3) d'origine. Un boîtier BOSCH Motronic (initialement prévu pour la voiture de course Porsche 962) gère l'injection, l'allumage et l'échappement. Un système de double turbocompresseurs KKK placé sous les cylindres et soufflant à 1,1 bar couplés à deux échangeurs air/air permettent d'obtenir une puissance de 463 ch (345 kW) à 5 950 tr/min et un couple de 553 N m à 5 100 tr/min. Le son de la soupape de purge était curieusement proche du gazouillis d'un canari, donnant encore plus de pertinence au nom "Yellowbird".
À cette époque, Porsche équipait sa 911 Carrera 3.2 d'une boite manuelle à cinq rapports mais la 930 n'était disponible qu'avec une transmission manuelle à quatre rapports, seul dispositif capable de supporter la puissance délivrée par son moteur turbocompressé. Ne souhaitant pas se contenter de la boite quatre vitesses et après avoir échoué à modifier la boite cinq vitesses Porsche, Ruf décida de créer sa propre transmission cinq rapports, ce qui leur permit en outre de personnaliser à leur guise l'étagement des rapports. Une boite six rapports sera ensuite disponible dans les années 1990.
La CTR dispose d'un système de suspension amélioré, de jantes aluminium Ruf Speedline de 17 pouces spécialement conçues pour les pneus Dunlop Denloc System associés à des freins Brembo montés sur des disques de 330 mm.

### Fiche technique[3],[4]
- Moteur : 6 cylindres à plat avec double turbocompresseur SOHC 2 valves par cylindre
- Alésage × Course : 98 mm × 74,4 mm
- Cylindrée : 3 367 cm3
- Taux de compression : 7,5:1
- Puissance : 463 ch (345 kW) à 5 950 tr/min
- Couple : 553 N m à 5 100 tr/min
- Régime maximal : 6 800 tr/min
- Poids à vide : 1 150 kg
- Transmission : manuelle 5 rapports (6 rapports en option)
- Pneus : Dunlop 215/45ZR-17 avant, Dunlop 255/40ZR-17 arrière
- Disposition : propulsion, moteur arrière

## Performances
Avec ses 463 ch pour 1 150 kg la CTR était capable d'abattre le 97 km/h en 3,65 secondes et d'atteindre une vitesse de 342 km/h.
En 1988, sur le circuit de Nardò, la CTR est sacrée voiture la plus rapide du monde avec une vitesse de 342 km/h, dépassant les supercars les plus célèbres du moment : Ferrari F40, Lamborghini Countach, Porsche 959,,…
La CTR était également un véhicule de piste hautement performant qui, pendant plusieurs années, a détenu le record du tour non officiel sur la piste Nürburgring-Nordschleife.
Résultats des tests par Autocar:
- 48 km/h: 1,69 seconde
- 97 km/h: 3,65 secondes
- 161 km/h: 6,71 secondes
- 241 km/h: 14,59 secondes
- 322 km/h: 35,57 secondes
- 1 mille départ arrêté : 27,7 secondes à 304,34 km/h
- 0–161–0 km/h: 11,85 secondes
- 0–322–0 km/h: 47,20 secondes

Résultats des tests par d'autres magazines :
- 0 à 100 km/h : 4,1 secondes[7]
- 0 à 200 km/h : 10,5 secondes[8]
- (402 m) départ arrêté : 11,7 s à 215 km/h[9]
- 0–1 000 m: 20,9 secondes[7]
- Vitesse maximale: 342 km/h[5]